# Xã Chatsworth, Quận Livingston, Illinois
Xã Chatsworth (tiếng Anh: Chatsworth Township) là một xã thuộc quận Livingston, tiểu bang Illinois, Hoa Kỳ. Năm 2010, dân số của xã này là 1.366 người.